# Felix Dachsel
Felix Dachsel (* 1987) ist ein deutscher Journalist.

## Leben
Dachsel wuchs in Schlaitdorf im Landkreis Esslingen auf. Er besuchte das Hölderlin-Gymnasium in Nürtingen. Er studierte Neuere Deutsche Literatur, Psychologie und Spanisch an der Ludwig-Maximilians-Universität München, Politikwissenschaft und Islamwissenschaft an der Albert-Ludwigs-Universität Freiburg und Literarisches Schreiben am Deutschen Literaturinstitut Leipzig, schloss aber keinen der Studiengänge ab. Er besuchte die Henri-Nannen-Schule und war Redakteur der taz. Sein Studentenleben thematisierte er in der Kolumne Uni-Loser für Spiegel Online sowie im Buch Abwarten und Bier trinken (2015). 2015 wurde er Redakteur der Wochenzeitung Die Zeit, wo er am Aufbau des Print-Ressorts „Z“ beteiligt war.
2018 verließ Dachsel Die Zeit und wurde Nachfolger von Laura Himmelreich als Chefredakteur der deutschen Online-Ausgabe von Vice. 2019 übernahm er von Himmelreich den Posten als Chefredakteur aller deutschsprachigen Ausgaben des Online- und Print-Magazins. Dort deckte er 2021 Verwicklungen deutscher Politiker in die Aserbaidschan-Affäre auf. 2022 wurde er als Chefredakteur von Tim Geyer abgelöst. Im November 2022 wurde Dachsel stellvertretender Leiter des Reporter-Ressorts beim Spiegel.
Dachsel ist Mitglied der SPD.

## Buch
- Abwarten und Bier trinken. Aus dem Leben eines Leistungsverweigerers. Piper Verlag, 2015, ISBN 978-3-492-30661-4.